# 平出まどか
平出 まどか（ひらいで まどか、1月25日 - ）は、日本の女性声優。長野県出身。血液型はAB型。

## 経歴
アミューズメントメディア総合学院卒業後、松井菜桜子が代表を務める声優事務所アップアンドアップスに所属。2021年12月31日をもってアップアンドアップスを退所、フリーとなった。。

## 出演
太字はメインキャラクター。

### アニメ
- Dies irae（2017年、男の子B）
- 恐竜少女ガウ子（2019年、ビッグサム）[2]

### ゲーム
2010年代
- モンスターストライク（ラグナロク、アサグ）
- リアル脱出ゲーム×モンスターハンター「火竜棲う狩猟場からの脱出」（ヴィオラ）
- ファイトリーグ（戦場のギタリスト デルタ、プロフェッサーパイ、カカオアーミーチロル）
- リング☆ドリーム 女子プロレス大戦（八神莉音、服部涼、小西紬）
- メタルサーガ 〜荒野の方舟〜
- 都立水商!（2018年、平泉みやび）
- マーダーメイデン（2018年、一ノ瀬 千尋）
- ガーディアン・プロジェクト（2019年、日向）
- ゲシュタルト・オーディン（2019年、ヘンゼル）

2020年代
- モンストドリームカンパニー（2020年、ラグナロク）
- Storia -宝物娘-（2020年、女王のリラ）
- 海腹川背 BaZooKa!（2020年、シルビィ）
- 創造WebブラウザRPGバースセイバー（2021年、キルシュ・クロイツ）
- ミアステール～デズニフの遺跡～（2021年、オーラ・モウキッシュ）
- BEAT ARENA（2021年、アバターのボイス）
- かしおり（2021年、燈中こむぎ）
- 月姫 -A piece of blue glass moon-（2021年）
- コットンロックンロール（2021年、ニードル）
- 黒白のアヴェスター（2023年、アショーズシュタ）
- ダンジョンマンチーズ（2024年、ニッケル）
- Staffer Case：超能力推理アドベンチャー（2025年、ユリア・ゲラー）
- 夢灯華 Noctuary（2025年、長灯漫夜）

### 体験型ゲーム
- リアル脱出ゲーム「びっくり謎射的場からの脱出」（2022年、ナレーション）[19]
- リアル脱出ゲーム「東京国立博物館 からの脱出」（2022年）[20]

### 舞台
- ワンリルキス主催リーディングライブ 第一回公演「忘れられないよ」（2014年）[21]
- ワンリルキス主催リーディングライブ 第二回公演『realize!!』（2014年）
- STORIES「プロメテウスの贖罪」（2017年）[22]
- S Project 舞台「学園コレクション」（2017年）[23]
- ユーキース・ショーケース「金と心臓」（2018年）[24]

### イベント
- FLYHIGHSリーディングライブvol.3（2017年）[25]
- FLYHIGHSリーディングライブvol.7（2019年）[26]
- 小田会ODA-KAI 朗読会第5回（2024年）[27]
- 小田会ODA-KAI 朗読会第6回（2024年）[28]
- 小田会ODA-KAI 朗読会第8回（2025年）[29]

### ドラマCD
- 下北沢南高等学校放送文化部（2016年、坊っちゃん）[30]
- Fate/Prototype 蒼銀のフラグメンツ Drama CD & Original Soundtrack 2 -勇者たち-（2018年、綾香のクラスメイトB）
- Fate/Prototype 蒼銀のフラグメンツ Drama CD & Original Soundtrack 5 -そして、聖剣は輝く-（2019年、ビースト他）[31]

### テレビ番組
- アニメちゃんに会える国（2016年-2017年、TOKYO MX）レギュラーゲスト[32]

### Web番組
- 懐ぱちコレクション（Youtube アカギちゃんねる）ナビゲーター・御玉出杉しある（2019年-2020年）[33]
- 平出まどかと小田敏充のインフィニティスタイル〜課外授業編〜（2019年）[34]

### ラジオ
※はインターネット配信。
- メビウス・リング・ユニバース（※）第4期アシスタントパーソナリティー[35]
- 松井菜桜子Presents 705R-FM（※）
  - 「ふぁに〜さ〜ち☆」パーソナリティー（2016年-2017年）
  - 「ルミエールステージ」アシスタントパーソナリティー（2018年）
  - 「平出まどか・小田敏充のインフィニティスタイル」パーソナリティー（2018年-2019年）

### ラジオドラマ
- 705R-FM presents クリスマススペシャルドラマ 第一話「言い出せなくて」（2019年、山田幸子）[36]
- 大河幻想ラジオドラマ「魔道祖師」（2020年、幼き日の藍忘機[37]、臙[38]）
- 魔道祖師日本語版ラジオドラマ（2021年、蒔花女[39]、侍女[40] 2022年、銀珠[41]、 何素の妻、遊女C[42]、鍛治職人の妻[43]、 2023年、観客B女、女性修行者A[44]、鬼童[45]、温彬彬[46]、温氏弟子E[47]、少女D[48]、宋婉[49]）

### パチンコ・パチスロ
- Pフィーバーゴルゴ13 疾風 ver（2020年）[50]
- Pフィーバースプラッシュ×スプラッシュ（2023年、カスミ･J･キサラギ）[51]

### 紙芝居口演
- 「くのいちせぶん」（絵・作・大地丙太郎）2017年11月23日 伊賀上野NINJAフェスタin上野恩賜公園